# Aiguille Verte
Aiguille Verte – szczyt w Masywie Mont Blanc, w grupie Triolet-Verte. Leży we wschodniej Francji (departament Górna Sabaudia), niedaleko Chamonix-Mont-Blanc. Szczyt można zdobyć ze schronisk Refuge d’Argentière (2771 m) i Refuge du Couvercle (2687 m).

## Polskie wejścia
- 1963 – droga Contamine’a – Lech Utracki z Jerzym Potockim, Lucjanem Sadusiem i Ryszardem Zawadzkim;
- 1965 (9-13 marca) – droga Contamine’a – pierwsze zimowe przejście – Eugeniusz Chrobak, Ryszard Szafirski, Jan Surdel, Maciej Gryczyński, Jerzy Michalski[1].